# Сьерра-де-ла-Марта
Сьерра-де-ла-Марта (исп. Sierra de la Marta, «Кунья гора») — гора в горной цепи Восточная Сьерра-Мадре на границе штатов Коауила и Нуэво-Леон (Мексика).

## География
Сьерра-де-ла-Марта; также известная как Серро-эль-Морро расположена в муниципалитетах Артеага штата Коауила, и Районес и Галеана штата Нуэво-Леон. Горный хребет Восточная Сьерра-Мадре — граница между этими двумя штатами. Высота пика составляет 3709 м над уровнем моря, а относительная высота — 1010 м. Своё название пик получил от куницы, которая, как полагают, вымерла в этой горной местности в XX веке, поскольку ныне в этом регионе не обитают куницы. В некоторых нео-леонских источниках начала XX века пик встречается под названиями «Сьерра-де-лас-Амаргас» и «Сьерра-де-лос-Амаргос».
Третья по высоте вершина Восточной Сьерра-Мадре и одновременно вторая вершина штата Коауила после Серро-де-ла-Вига (3715 м) и штата Нуэво-Леона после Эль-Потоси (3721 м).
Восточная Сьерра-Мадре имеет длину около 30 км и ориентирован с востока на запад, как и другие хребты в этом районе, такие как Сьерра-де-ла-Вига и Эль-Коауилон. Лесной пожар, начавшийся 8 мая 1975 года, уничтожил около половины хвойного леса на северном склоне горы. Несмотря на то, что усилия по лесовосстановлению были успешными, потребуется много десятилетий, чтобы лес восстановился из-за произошедшей эрозии почвы. Зимой здесь бывают снегопады, снег держится дольше на северном склоне, который используется для подъёма на вершину, откуда можно увидеть Эль-Коауйлон, Сьерра-лас-Алазанас, Сьерра-де-ла-Вига и Эль-Потоси.

## Флора
На северном склоне преобладает хвойный лес с присутствием таких деревьев как сосны Pinus culminicola, Pinus hartwegii, Pinus flexilis, Pinus pseudostrobus, Pinus cembdamientos, Pinus ayacahuite, Pinus greggii, ель Abies religiosa, псевдотсуга сизая, Abies vejarii, ель Энгельмана.
На южном склоне преобладают пыстынные и ксерофильные кустарники с присутствием Dasylirion, Agave salmiana, Yucca carnerosana, Lippia, Arbutus xalapensis, Quercus, Agave lechugilla, Tagetes, Rhus, Nolina cespitifera.